# Uvaria monticola
Uvaria monticola är en kirimojaväxtart som beskrevs av Friedrich Anton Wilhelm Miquel. Uvaria monticola ingår i släktet Uvaria och familjen kirimojaväxter. Inga underarter finns listade i Catalogue of Life.